# District de Nogent-le-Rotrou
Le district de Nogent-le-Rotrou est une ancienne division territoriale française du département d'Eure-et-Loir de 1790 à 1795.

## Composition
Il est composé des 6 cantons suivants :
- Canton de Nogent-le-Rotrou[C 1] ;
- Canton d'Authon-du-Perche[C 2] ;
- Canton de la Bazoche-Gouët[C 3] ;
- Canton de Champrond-en-Gâtine[C 4] ;
- Canton de Frazé[C 5] ;
- Canton de Thiron-Gardais[C 6].

## Galerie

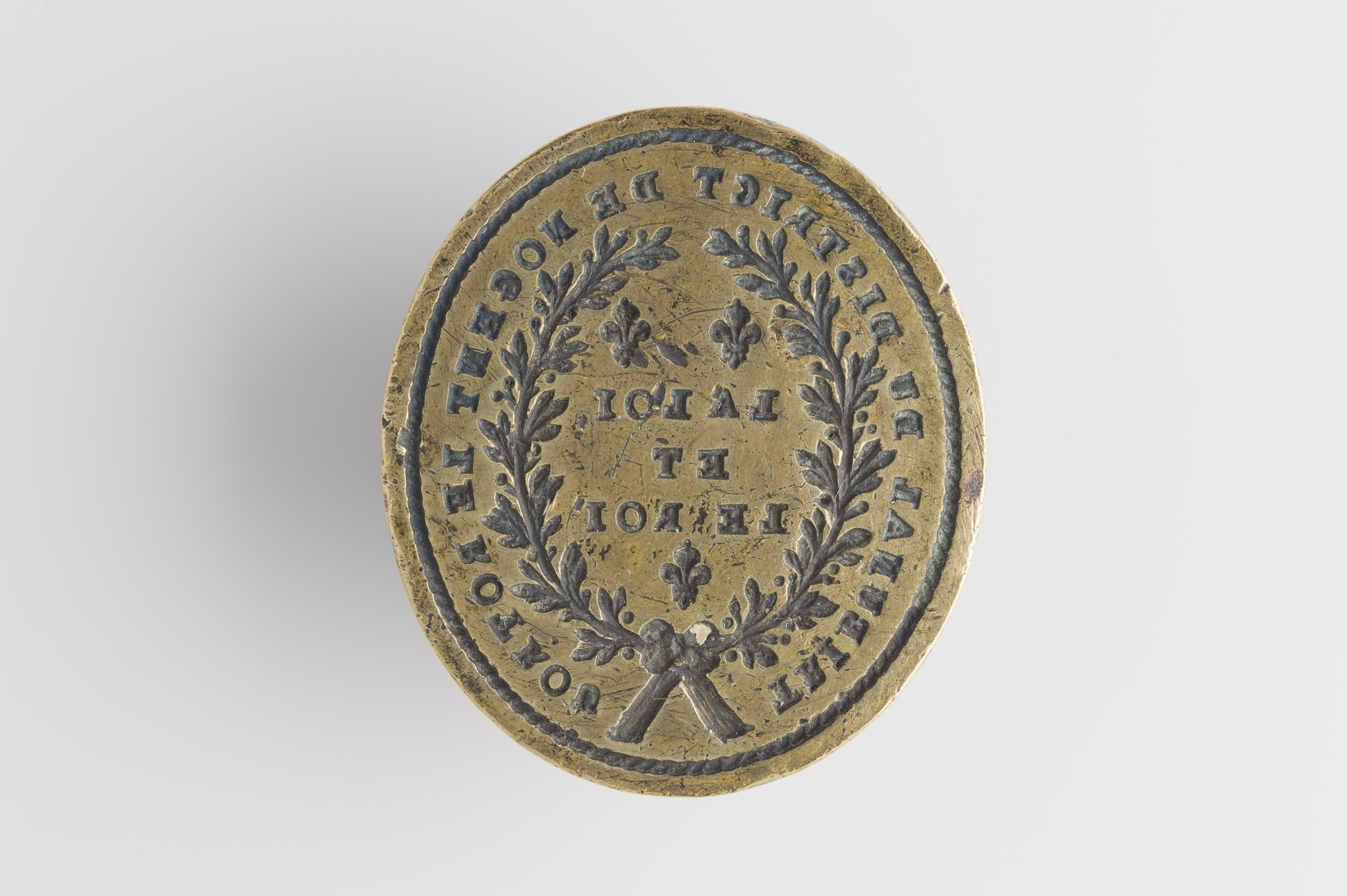
Sceau : TRIBUNAL DU DISTRICT DE NOGENT LE ROTROU LA LOI ET LE ROI
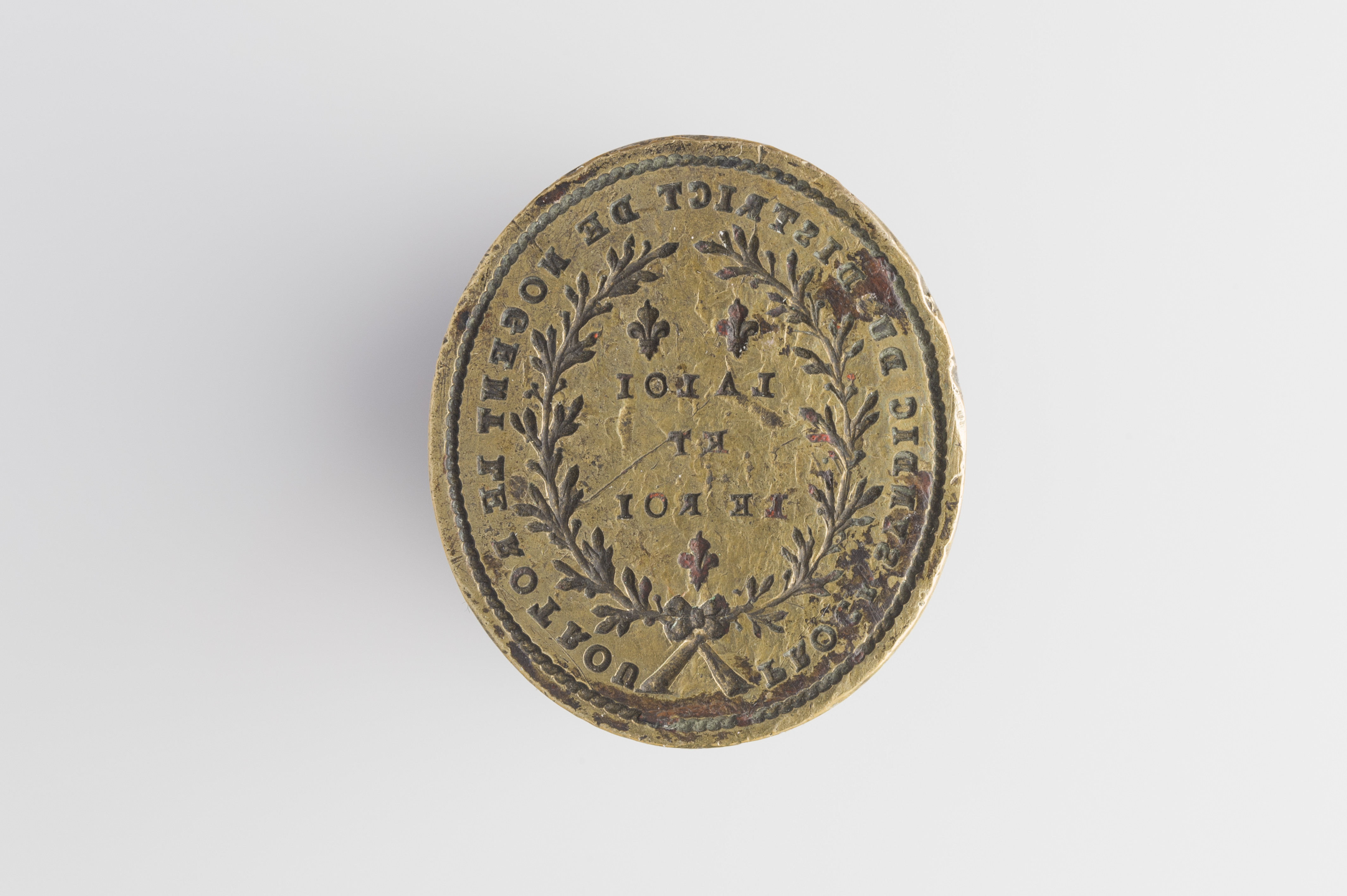
Sceau : PROC(UREU)R SYNDIC DU DISTRICT DE NOGENT LE ROTROU LA LOI ET LE ROI
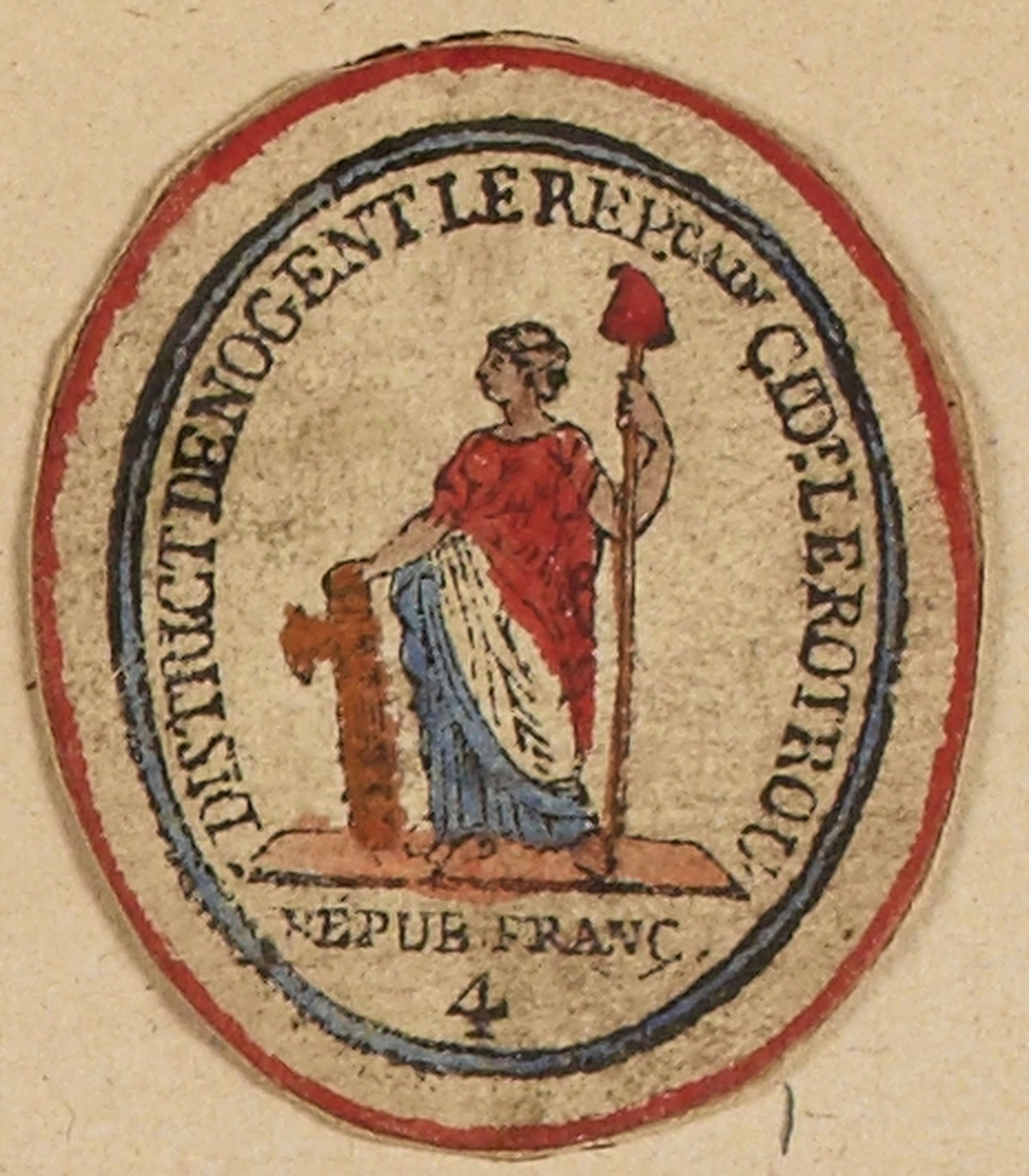
Estampe : DISTRICT DE NOGENT LE REP(UBLI)CAIN CI(-)D(EVAN)T LE ROTROU